# Comuna Kadîiivka, Iarmolînți
Kadîiivka (în ucraineană Кадиївка) este o comună în raionul Iarmolînți, regiunea Hmelnîțkîi, Ucraina, formată din satele Kadîiivka (reședința), Slobidka-Kadîiivska și Voludrînți.

## Demografie
Componența lingvistică a comunei Kadîiivka
     Ucraineană (98,53%)
     Rusă (1,21%)
     Alte limbi (0,26%)
Conform recensământului din 2001, majoritatea populației comunei Kadîiivka era vorbitoare de ucraineană (98,53%), existând în minoritate și vorbitori de rusă (1,21%).